# FUBAR (film)
Fubar è un film mockumentary diretto da Michael Dowse.
Il film ha debuttato al Sundance Film Festival.

## Trama
FUBAR è la storia di due amici, Terry (David Lawrence) e Dean (Paul Spence), che sono cresciuti insieme: due headbanger trangugiano birra in primo luogo, che hanno formato una garage band e si tagliano i capelli in stile  "mullet". La vita di questi giovani dell'Alberta viene ripresa dal documentarista Farrel Mitchner (Gordon Skilling), un giovane regista che decide di mettere Terry e Dean sotto una lente ed esplorare la profondità della loro amicizia e la fragilità della loro vita.
Quando Ferrel scopre che Dean nasconde un grave caso di cancro ai testicoli, Dean inizia a cercare una cura dal Dr. Lim SC (SC Dr. Lim). Nell'ultimo fine settimana prima dell'operazione di Dean, Terry decide di portare Dean, Farrel e la troupe del film in campeggio. Le cose prendono una piega inaspettata il terzo giorno e Terry e Dean devono far fronte a ulteriori tragedie.

## Colonna sonora
La colonna sonora del film è stata pubblicata nell'album: FUBAR: The Album.
1. Dialogue: Turn Up the Good, Turn Down the Suck - 0:08
2. Rock You (Helix) - Pain For Pleasure/Sum 41 - 3:12
3. Dialogue: Guidance Counsellor - 0:23
4. Heavy Metal Shuffle (Kick Axe) - Gob - 2:55
5. Your Daddy Don't Know (Toronto) - The New Pornographers - 3:05
6. Dialogue: Where's Tron? - 0:13
7. Blockbuster - Sweet - 2:12
8. Dialogue: It Wasn't So Much the Thing... - 0:08
9. Roller (April Wine) - Treble Charger - 3:07
10. Dialogue: Shotgun a Few Beers - 0:28
11. n the Mood (Rush) - Sloan - 3:39
12. Dialogue: A Band Called Creeper - 0:05
13. Handsome Hose - Creeper - 5:29
14. Dialogue: You Can't Just Back it Up! - 0:22
15. C'Mon Let's Go - Girlschool - 3:23
16. Dialogue: Giver: Plan B - 0:14
17. Raise a Little Hell (Trooper) - Grim Skunk - 4:01
18. Four Wheel Drive (Bachman-Turner Overdrive) - The English Teeth - 4:17
19. Garden Gate of Evil - Creeper - 1:25
20. Garden of Evil - Creeper - 3:15
21. Dialogue: Fingerbang - 0:35
22. The Kid is Hot Tonight (Loverboy) - Chixdiggit! - 2:54
23. Dialogue: I Got Attacked by a Hawk - 0:23
24. FUBAR Is a Super Rocker - Thor - 2:45
25. Eyes of a Stranger (Payolas) - Breach of Trust - 4:50
26. Hey Hey My My (Neil Young) - NoMeansNo - 5:33
27. Rock and Roll is My Guitar - Creeper - 7:10